# 利安·林賽
利安·林賽（英語：Liam Lindsay；1995年10月12日—）是一位蘇格蘭足球運動員。在場上的位置是後衛。現效力於英冠球隊普雷斯頓，曾效力於巴特里。他是在2012年6月加盟巴特里的。

## 外部連結
- Soccerway資料庫：利安·林賽